# Тилл (фильм)
«Тилл» (англ. Till) — американский художественный фильм 2022 года в жанре биографической драмы режиссёра Чинонье Чукву, главные роли в котором сыграли Даниэль Дедуайлер и Джалин Холл. Получил положительные отзывы критиков, был удостоен премии «Спутник», ряда других наград и номинаций.

## Сюжет
Действие фильма начинается в 1955 году в США. Чернокожего подростка Эмметта Тилла убивают из-за расовых предрассудков, и его мать Мейми Тилл-Мобли посвящает всю свою последующую жизнь борьбе за справедливость. Суд присяжных оправдывает убийц, Тилл-Мобли выступает с критиков системы американского правосудия. В финальных титрах сообщается, что благодаря ей был принят закон о гражданских правах 1957 года.

## В ролях
- Даниэль Дедуайлер — Мейми Тилл-Мобли
- Джалин Холл — Эмметт Тилл
- Хейли Беннетт — Кэролин Брайант
- Вупи Голдберг — Альма Картан
- Шон Патрик Томас
- Джейми Лоусон

## Релиз и оценки
Премьера «Тилла» состоялась 1 октября 2022 года на кинофестивале в Нью-Йорке. Позже фильм показали на фестивалях в Лондоне и Филадельфии. 14 октября он вышел в ограниченный прокат в США и Канаде, 28 октября — в общий прокат в этих странах, 13 января 2023 года — в прокат в Великобритании.
Критики приняли фильм доброжелательно. На сайте-агрегаторе отзывов Rotten Tomatoes его рейтинг составил 96 % при средней оценке 7,9 из 10. Майкл О’Салливан (The Washington Post) оценил «Тилла» на четыре звезды из четырёх, особо отметив игру Даниэль Дедуайлер. Питер Трэверс (ABC News) назвал фильм обязательным к просмотру: по его словам, Дедуайлер здесь «слишком хороша, чтобы позволить фильму превратить „чёрную травму“ в банальную приманку для „Оскара“». Майкл Филлипс (Chikago Tribune) высоко оценил режиссуру, но посчитал, что главная героиня слишком быстро превращается «из относительно аполитичной жительницы Чикаго в активно действующую гражданку мира».
«Тилл» получил 11 номинаций на премию Black Reel Awards (победил в двух), две номинации на «Выбор критиков», две — на премию «Спутник» (победил в одной), ряд других наград и номинаций. На «Оскар» он не был номинирован, и режиссёр картины Чинонье Чукву в связи с этим заявила, что киноиндустрия занимается «поддержкой белой расы и увековечиванием неприкрытой мизогинии по отношению к чернокожим женщинам».